# Ukrajinská svobodná univerzita
Ukrajinská svobodná univerzita (ukrajinsky Український вільний університет [Ukrajins’kyj viľyj universytet], německy Ukrainische Freie Universität, latinsky Universitas Libera Ukrainensis) je soukromá ukrajinská exilová univerzita založená v roce 1921, v současné době umístěná v Mnichově.

## Historie
Byla založena 17. ledna 1921 ve Vídni jako exilové centrum pro ukrajinské akademiky, kteří emigrovali před sovětským režimem. Brzy byla přesunuta do Prahy, kde s podporou československé vlády získala pro svou intenzivní vědeckou práci celosvětové uznání. Praha se vůbec stala centrem emigrace ukrajinských intelektuálů, v období první republiky zde existovalo celé ukrajinské exilové školství.
Po druhé světové válce se přestěhovala do Mnichova, kde dále fungovala s podporou bavorské vlády. V roce 1992 byla uznána nově vzniklým ukrajinským státem, ten jí však neposkytuje žádnou finanční podporu. Té se však nedostává ani ze strany Německa a univerzita je proto závislá na svých vlastních zdrojích.

## Studium
Ač je škola po celou dobu své existence umístěna na cizím území, probíhá výuka zásadně v ukrajinštině. Je zaměřena převážně na humanitní obory. Má tři hlavní fakulty:
- fakultu ukrajinistiky, která se zaměřuje na ukrajinštinu a ukrajinskou kulturu, literaturu a historii,
- filosofickou fakultu (filosofie, historie, estetika, literární věda, dějiny umění, teologie, hudba)
- fakultu státovědy a politické ekonomie, která poskytuje široké spektrum oborů v oblasti politologie, ekonomie, sociologie, psychologie a práva.

Přes svůj status exilové univerzity je Svobodná ukrajinská univerzita velmi uznávaná, k vyučujícím patří přední evropské i americké kapacity. K významným osobnostem patřili například slavisté Dmytro Čyževskyj a Jaroslav Rudnyckyj. S pražským obdobím školy je spjatá také pražská škola ukrajinských emigrantských básníků.

## Významní profesoři a absolventi
- Emma Andijevská (* 1931), ukrajinská malířka a básnířka
- Jurij Andruchovyč (* 1960), ukrajinský básník a spisovatel obdržel 1. února 2012 čestný doktorát
- Ivan Borkovský (1897-1976) archeolog středověku, Státní archeologický ústav a Archeologický ústav ČSAV v Praze
- Dmytro Dorošenko (1882–1951), historik, v letech 1921–1951 profesor
- Bohdan Futey (* 1939), soudce U.S. Court of Federal Claims
- Bohdan Havrylyšyn (* 1926; ukrajinsky Богдан Дмитрович Гаврилишин), renomovaný ekonom, ekonomický poradce ukrajinské vlády, plnoprávný člen Římského klubu
- Reinhard Heydenreuter (* 1942), ředitel Bavorského státního archivu
- Paul Kirchhof (* 1943), německý právník, specialista na daňové právo obdržel 25. ledna 2008 čestný doktorát
- Serhij Kvit (* 1965), ministr školství Ukrajiny, bývalý rektor Kyjevsko-mohyljanské akademie
- Volodymyr Kubijovyč (1900–1985; (ukrajinsky Володимир Кубійович) etnograf, geograf
- Bohdan Osadčuk (1920–2011), novinář a politolog
- Leonid Rudnytzky (* 1935; ukrajinsky Леонід Іванович Рудницький), americký literární kritik ukrajinského původu, mezi lety 1998 a 2003 rektor
- Petro Stecjuk (* 1962; ukrajinsky Петро Богданович Стецюк), soudce Ústavního soudu Ukrajiny
- Dmytro Čyževskyj (1894–1977), německo-ukrajinský slavista a filozof
- Petro Verhun (1890–1957), ukrajinský kněz a mučedník víry, 27. června 2001 blahořečen papežem Janem Pavlem II.
- Volodymyr Janiv (ukrajinsky Володи́мир Я́нів) (1908–1991), ve třicátých letech 20. století skautský vůdce, činovník OUN a příslušník UVO, editor řady studentských publikací, profesí psycholog a sociolog, ukrajinský básník, profesor univerzity (od roku 1955), v letech 1968–86 rektor
- Wolf-Ulrich Cropp (* 1941), spisovatel